# Aleksandr Godunov
Aleksandr Borísovich Godunov —en ruso: Александр Борисович Годунов— (Yuzhno-Sajalinsk, isla de Sajalín, República Socialista Federativa Soviética de Rusia, 28 de noviembre de 1949 - West Hollywood, California, Estados Unidos, 18 de mayo de 1995) fue un bailarín y actor ruso-estadounidense que obtuvo la nacionalidad de este último país en 1987, conocido por ser una estrella del Ballet Bolshoi y del American Ballet Theatre, y de películas como Witness (Único testigo), Die Hard (Jungla de cristal en España y Duro de matar en Hispanoamérica) y Esta casa es una ruina.

## Biografía
Fue uno de los principales astros del Ballet Bolshoi y, durante una temporada en 1979 en Estados Unidos, solicitó asilo político en ese país. Estaba casado con la bailarina Ludmila Vlásova, también del elenco del Ballet Bolshói, la cual no quiso acompañarlo y regresó a la Unión Soviética.
En Estados Unidos se convirtió en el primer bailarín del American Ballet Theatre y también comenzó su carrera cinematográfica, trabajando en películas como Witness, Die Hard y Esta casa es una ruina.
Falleció a los 45 años en su domicilio de West Hollywood, California, el 18 de mayo de 1995, víctima de alcoholismo crónico y de hepatitis derivada de esta adicción, lo que explica que no pudiera tomar parte en su último trabajo en el filme Dogfighters, el cual finalmente nunca se llegó a rodar.

## Filmografía

### Cine
| Año  | Título                                      |
| ---- | ------------------------------------------- |
| 1985 | Witness                                     |
| 1986 | Esta casa es una ruina                      |
| 1988 | Die Hard                                    |
| 1991 | La maldición de la piedra                   |
| 1992 | Waxwork: El misterio de los agujeros negros |
| 1994 | Un muchacho llamado Norte                   |